# FC Zulu
FC Zulu, reality-TV-serie i den danska TV-kanalen TV2 Zulu.
Den handlar om ett gäng nördar som lär sig spela fotboll. Deras tränare är Mark Strudal.
Formatet ägs av Nordisk Film och ligger till grund för den svenska TV-serien FC Z.